# Voltooiing
Voltooiing (met als ondertitel: Een denkbeeldig gesprek tussen Teilhard de Chardin en Dietrich Bonhoeffer) is een hoorspel van E.H. Robertson. Het werd vertaald door Katja Spierdijk. De NCRV zond het uit op vrijdag 15 mei 1970. De regisseur was Wim Paauw. Het duurde 62 minuten.

## Rolbezetting
- Hans Karsenbarg (verteller)
- Frans Somers (Pierre Teilhard de Chardin)
- Hans Veerman (Dietrich Bonhoeffer)
- Paul van der Lek (George Bell, bisschop van Chichester)
- Bert Dijkstra (vriend)

## Inhoud
Dit is grotendeels het verslag van een fictief gesprek tussen de Duitse protestantse theoloog Dietrich Bonhoeffer en de Franse bioloog, natuurkundige en filosoof Pierre Teilhard de Chardin. Het historische uitgangspunt is het feit dat beiden vlak voor de Tweede Wereldoorlog tegelijkertijd in Londen vertoefden. Bonhoeffer nam in Engeland deel aan een oecumenisch congres. Hij worstelde toen met het persoonlijk probleem, hoe zich te onttrekken aan de dienstplicht, en met een ambtelijk probleem, namelijk hoe de oecumenische beweging over te halen om de vertegenwoordigers van de zogenaamde Duitse christenen die Hitler steunden, niet te erkennen. Teilhard had zijn werkterrein in China tijdelijk verlaten om te spreken op verschillende conferenties. In het gesprek hebben ze het over de schepping van de wereld en de voltooiing van de bestemming van de mens die tot een universele vrede zou kunnen leiden…